# 潘世英
潘世英，直隶大兴（今北京大兴）人，是一名清朝政治人物。
潘世英曾于1765年接替赖晋任嘉定县知县一职，1765年由霍位桥接任。